# ميشال هانيك
ميشال هانيك (18 سبتمبر 1980 بترنتشين في سلوفاكيا - ) هو لاعب كرة قدم سلوفاكي في مركز الدفاع. شارك مع منتخب سلوفاكيا لكرة القدم. أما مع النوادي، فقد لعب مع دينامو موسكو وزاغويمبيه لوبين وسبارتا براغ ونادي ديوسجوري ونادي سلوفان براتيسلافا وFK Spartak Dubnica nad Váhom ‏ وتاتران بريشوف ‏ وMŠK Fomat Martin ‏ ونادي نيترا وKapfenberger SV ‏ وPolonia Bytom ‏.

## مسيرته الكروية
لعب ميشال هانيك خلال مسيرته الاحترافية مع 9 أندية في ثمانية عشر موسمًا وسجل خلالها 20 هدف ضمن 321 مباراة. حيث فاز في موسم واحد بالكأس وفي موسم واحد بالدوري.
خاض ميشال هانيك مسيرته مع FK Spartak Dubnica nad Váhom ‏ في موسم 1998–99 ليلعب معه خمسة مواسم، مشاركًا في 102 مباراة سجل خلالها 3 أهداف. ثم انتقل إلى نادي دينامو موسكو في موسم 2003 واستمر معه طيلة ثلاثة مواسم، حيث شارك في 45 مباراة سجل خلالها هدفين. لينتقل بعدها إلى نادي سبارتا براغ في موسم 2005–06 لمدة موسم واحد، مشاركًا في مباراتين ولم يسجل أي هدف. ثم انتقل إلى نادي سلوفان براتيسلافا في موسم 2006–07 واستمر معه طيلة ثلاثة مواسم، مشاركًا في 77 مباراة سجل خلالها 9 أهداف. هذا وانتقل لاحقًا إلى تاتران بريشوف ‏ في موسم 2009–10 لمدة موسم واحد، مشاركًا في 30 مباراة سجل خلالها 4 أهداف. ثم انتقل بعدها إلى Polonia Bytom ‏ في موسم 2010–11 لمدة موسم واحد، مشاركًا في 28 مباراة سجل خلالها هدفًا واحدًا. ليعود وينتقل من جديد، لكن هذه المرة إلى Kapfenberger SV ‏ في موسم 2011–12 لمدة موسم واحد، مشاركًا في 7 مباريات سجل خلالها هدفًا واحدًا أيضًا. لينتقل بعدها إلى نادي ديوسجوري في موسم 2012–13 ولمدة موسمين، مشاركًا في 20 مباراة ولم يسجل أي هدف.

## وصلات خارجية
- ميشال هانيك على موقع الاتحاد الدولي (مؤرشف)  (الإنجليزية)
- ميشال هانيك على موقع قاعدة بيانات كرة القدم.إي يو (الإنجليزية)
- ميشال هانيك على موقع ناشيونال فوتبول تيمز (الإنجليزية)
- ميشال هانيك على موقع Soccerway.com (الإنجليزية)
- ميشال هانيك على موقع عالم كرة القدم.نت (الإنجليزية)